# Marcus Vinicius de Morais
Marcus Vinicius de Morais (* 25. Februar 1974 in São Paulo) ist ein ehemaliger brasilianischer Fußballspieler.

## Karriere
Marcus begann seine Karriere bei São José EC und spielte unter anderem auch bei CE Aimoré, CE Bento Gonçalves und EC Guarani. 1997 unterschrieb er einen Vertrag beim japanischen Zweitligisten Honda FC. Für dem Verein bestritt er 60 Ligaspiele und schoss dabei 56 Tore. 2000 kehrte er nach Brasilien zurück. Hier spielte er bis 2002 für Rio Branco EC, Guarani FC, EC Bahia und América FC (SP). 2002 wechselte er zum japanischen Zweitligisten Albirex Niigata. In der Saison 2002 wurde er mit 19 Toren Torschützenkönig der Segunda Liga. Saison 2003 holte er sich mit 32 Treffern erneut die Torjägerkanone. 2003 feierte er mit dem Verein die Zweitligameisterschaft und den Aufstieg in die erste Liga. 2004 wechselte er zum Zweitligisten Kawasaki Frontale. 2004 feierte er mit dem Verein die Zweitligameisterschaft und den Aufstieg in die erste Liga. Im Sommer 2006 wechselte er zum Zweitligisten Tokyo Verdy. 2007 wechselte er zum Erstligisten Yokohama F. Marinos. Im Sommer 2007 kehrte er nach Brasilien zurück. Hier spielte er bis 2009 für EC Vitória, CA Juventus, São José EC und SER Caxias do Sul. 